# أندرياس لوبكه
أندرياس لوبكه (بالألمانية: Andreas Lübke) هو لاعب كرة قدم ألماني في مركز الهجوم، ولد في 12 مارس 1967. لعب مع شتوتغارت كيكرز ونادي بوخوم.

## وصلات خارجية
- أندرياس لوبكه على موقع قاعدة بيانات كرة القدم.إي يو (الإنجليزية)
- أندرياس لوبكه على موقع بيانات كرة القدم. دي إي (الألمانية)